# سیهام
latitudeسیهامlongitudeسیهام
سیهام (به انگلیسی: Seaham) یک شهرک در بریتانیا است که در انگلستان واقع شده‌است.

## نگارخانه

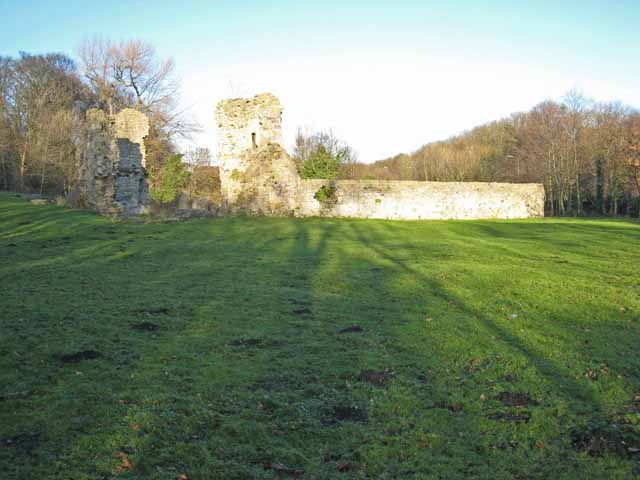
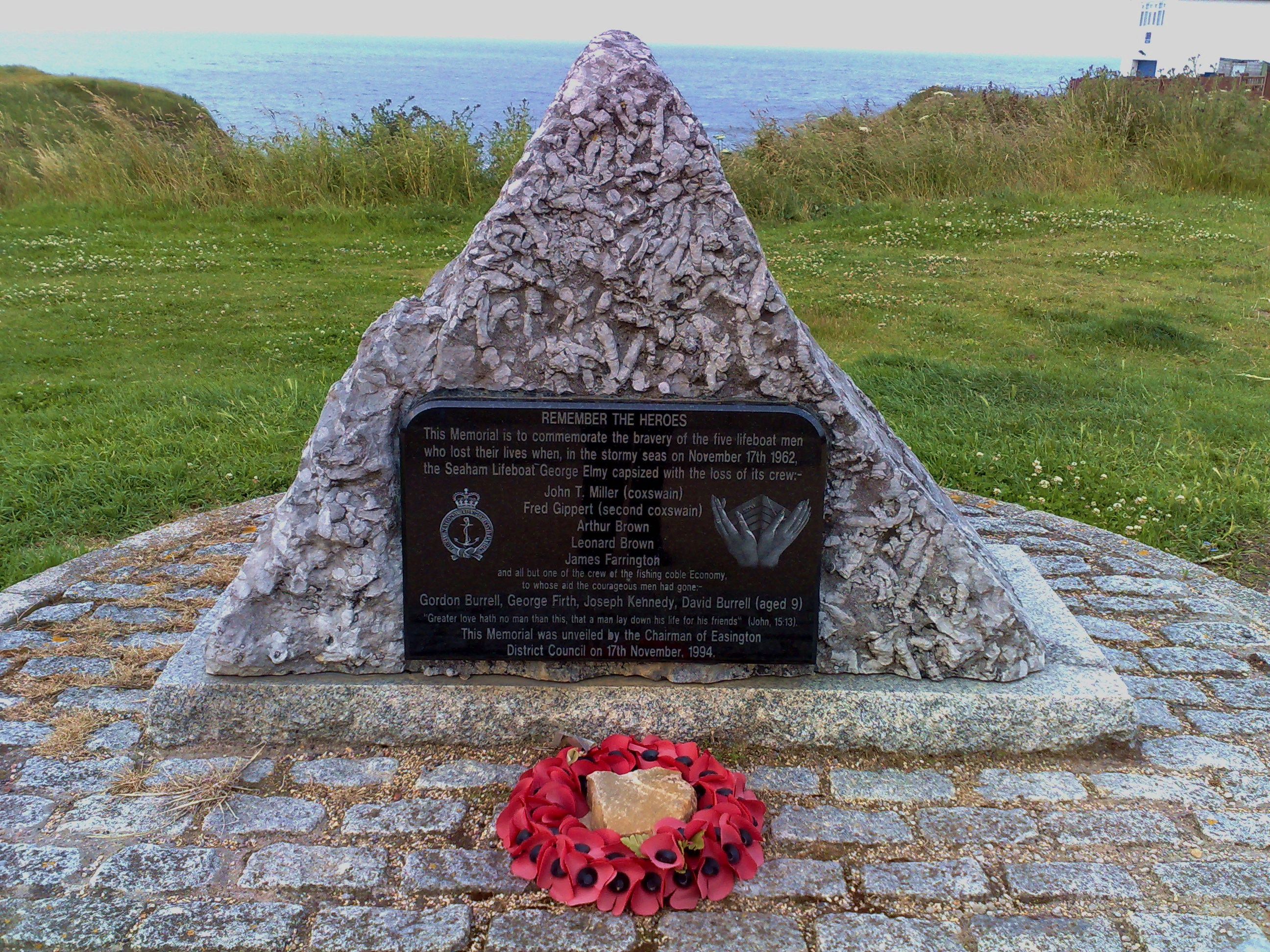
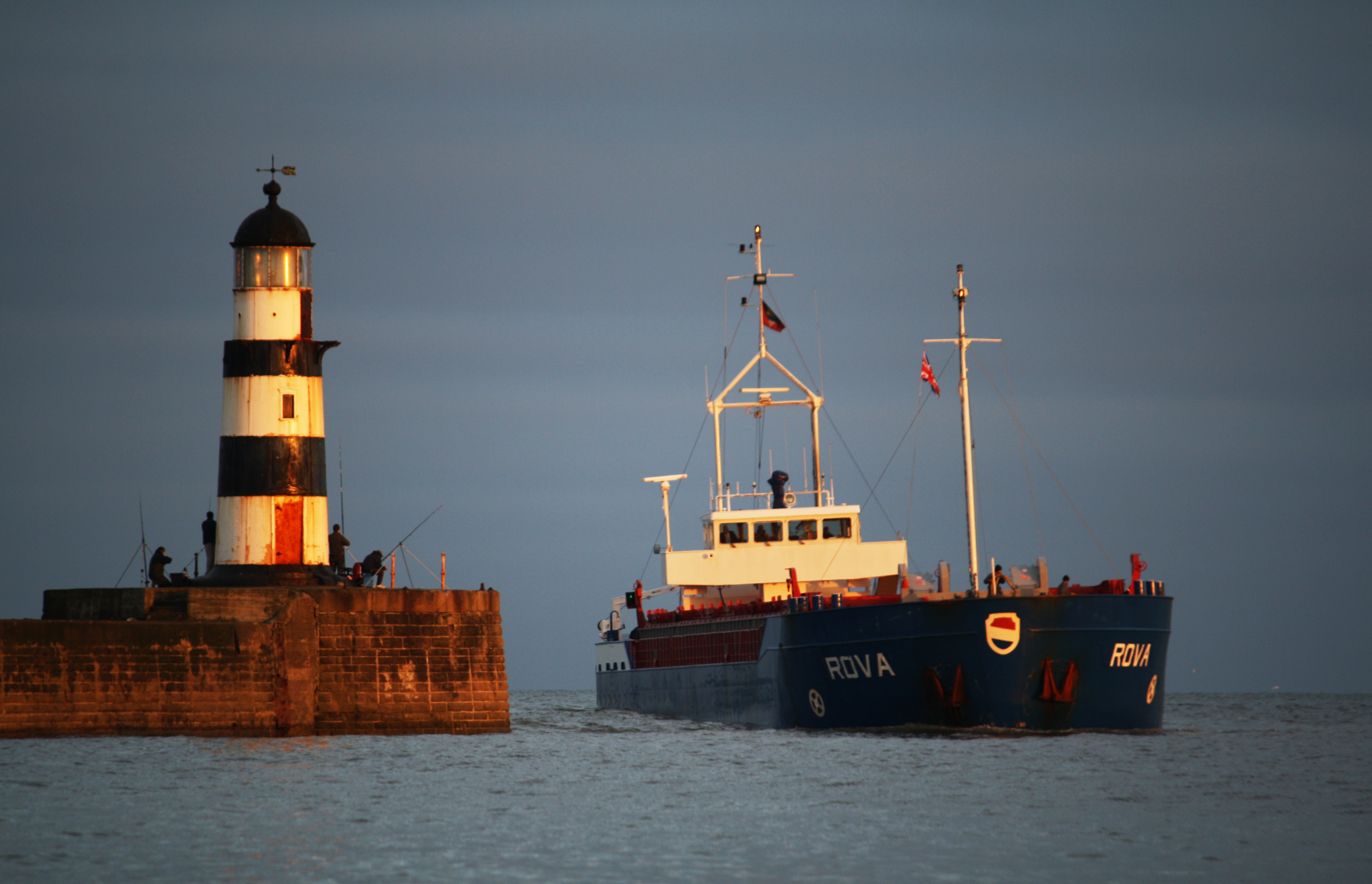
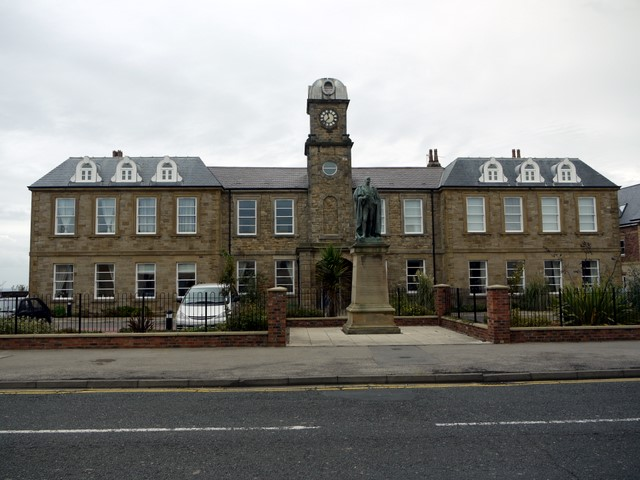
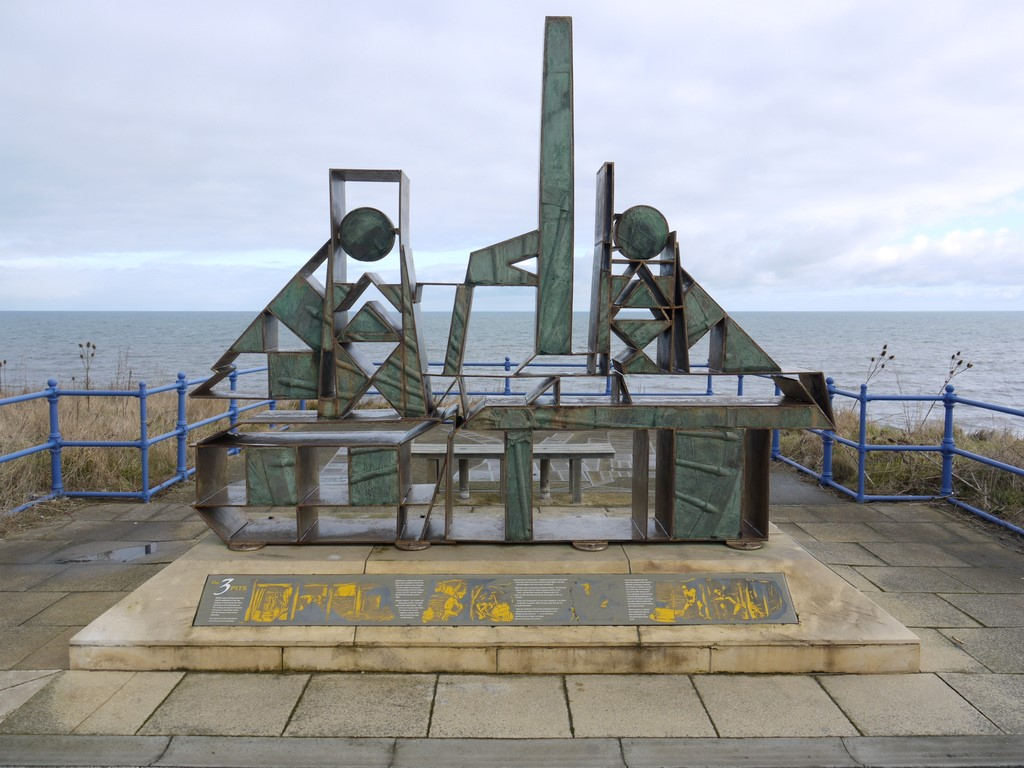
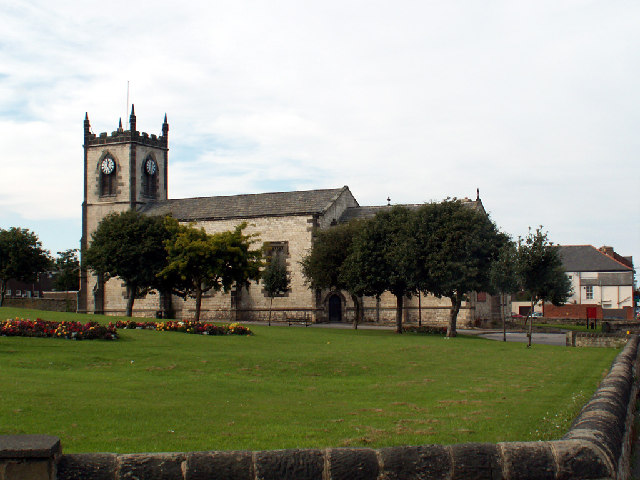
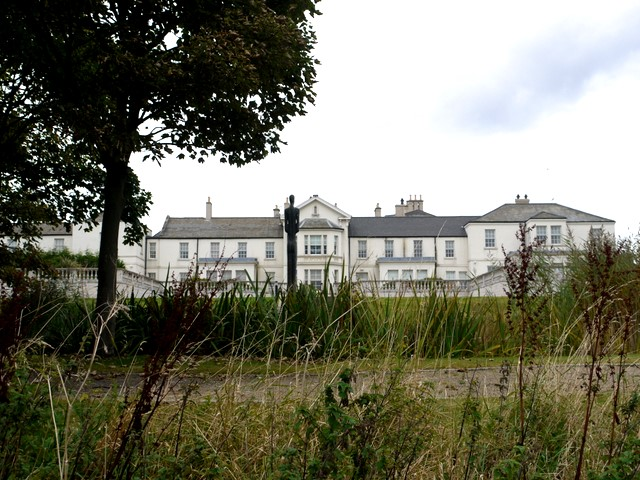

## خصوصیات
سیهام ۲۱٬۷۱۴ نفر جمعیت دارد.

## خواهرخوانده
شهر گرلینگن خواهرخواندهٔ سیهام هست.